# Єста Бродін
Єста Бродін (швед. Gösta Brodin, 15 лютого 1908 — 18 червня 1979) — шведський яхтсмен.
Срібний призер Олімпійських Ігор 1948 року в класі Дракон.